# Vallibona
Vallibona es un pequeño municipio de la Comunidad Valenciana, España. Pertenece a la provincia de Castellón, en la comarca de Los Puertos de Morella. 

## Geografía
Situado en las montañas de Benifasar a orillas del río Cérvol en el sector oriental de la comarca.
Desde Castellón de la Plana se accede a esta localidad a través de la CV-10, tomando luego la CV-15 para acceder a la CV-130, posteriormente se toma la CV-128 y finalmente la CV-111.

### Localidades limítrofes
El término municipal de Vallibona limita con las siguientes localidades:
Castell de Cabres, Puebla de Benifasar, Rosell, Canet lo Roig, Chert y Morella todas ellas en la provincia de Castellón.

## Historia
Vallibona es una población de origen musulmán, aunque conserva un topónimo valenciano de origen latino. Linda con la población de Morella, conquistada por el rey Jaime I de Aragón hacia 1232. Su primer señor feudal fue don Blasco de Alagón, quien le concedió carta puebla en 1271. Su importancia permanecerá marcada por el período de esplendor de Morella en los siglos XIV y XV, gracias al comercio del vino y la lana.
Durante la Edad Moderna se independizó de Morella, concretamente el año 1691. Durante este periodo creció su población y economía, reflejadas en el aumento de masías por su término municipal, las reformas barrocas en su iglesia arciprestal e incluso la participación en la Guerra de la Liga de Augsburgo contra Luis XIV, tal como reflejan documentos de finales del siglo XVII.
La Guerra de Sucesión confirió la localidad como núcleo austracista, pero poco se sabe sobre el conflicto bélico en el municipio; solamente en 1716 el obispo de Tortosa manda realizar las misas en castellano, acogiéndose a los Decretos de Nueva Planta.

## Administración
| Periodo   | Nombre                       | Partido   |
| --------- | ---------------------------- | --------- |
| 2003-2007 | Wencesalo Fenollosa Meseguer | PSPV-PSOE |
| 2007-2011 | Juan José Palomo             | PSPV-PSOE |
| 2011-2015 | Juan José Palomo             | PSPV-PSOE |
| 2015-2019 | Juan José Palomo             | PSPV-PSOE |
| 2019-2023 | Juan José Palomo             | PSPV-PSOE |
| 2023-act. | Juan José Palomo             | PSPV-PSOE |

## Demografía
Vallibona cuenta con una población de 64 habitantes (INE 2024).
| Gráfica de evolución demográfica de Vallibona entre 1842 y 2021                                                     |
| |
| Población de derecho según los censos de población del INE Población de hecho según los censos de población del INE |

La población ha sufrido una progresiva reducción en el tiempo, pasando de 1.808 habitantes en 1900 a 1.133 en el año 1950. Tras el plan de estabilización de 1959 se produce una fuerte emigración de la población hacia zonas industriales como Barcelona y el norte de Castellón. En 1994 aparece prácticamente despoblada con sólo 104 habitantes. 
| 1900 | 1950 | 1990 | 1992 | 1994 | 1996 | 1998 | 2000 | 2002 | 2004 | 2005 | 2007 | 2019 |
| ---- | ---- | ---- | ---- | ---- | ---- | ---- | ---- | ---- | ---- | ---- | ---- | ---- |
| 1808 | 1133 | 123  | 110  | 104  | 108  | 102  | 93   | 99   | 89   | 91   | 98   | 69   |

## Economía
Basada tradicionalmente en la ganadería y en la agricultura.

## Monumentos

### Monumentos religiosos
- Iglesia parroquial. Dedicada a la Asunción de la Virgen, con un interesante artesanado en su bóveda. Construida en el siglo XIV.
- Ermita de Santo Domingo. Edificio de interés arquitectónico.
- Ermita de Santa Águeda.

### Monumentos civiles

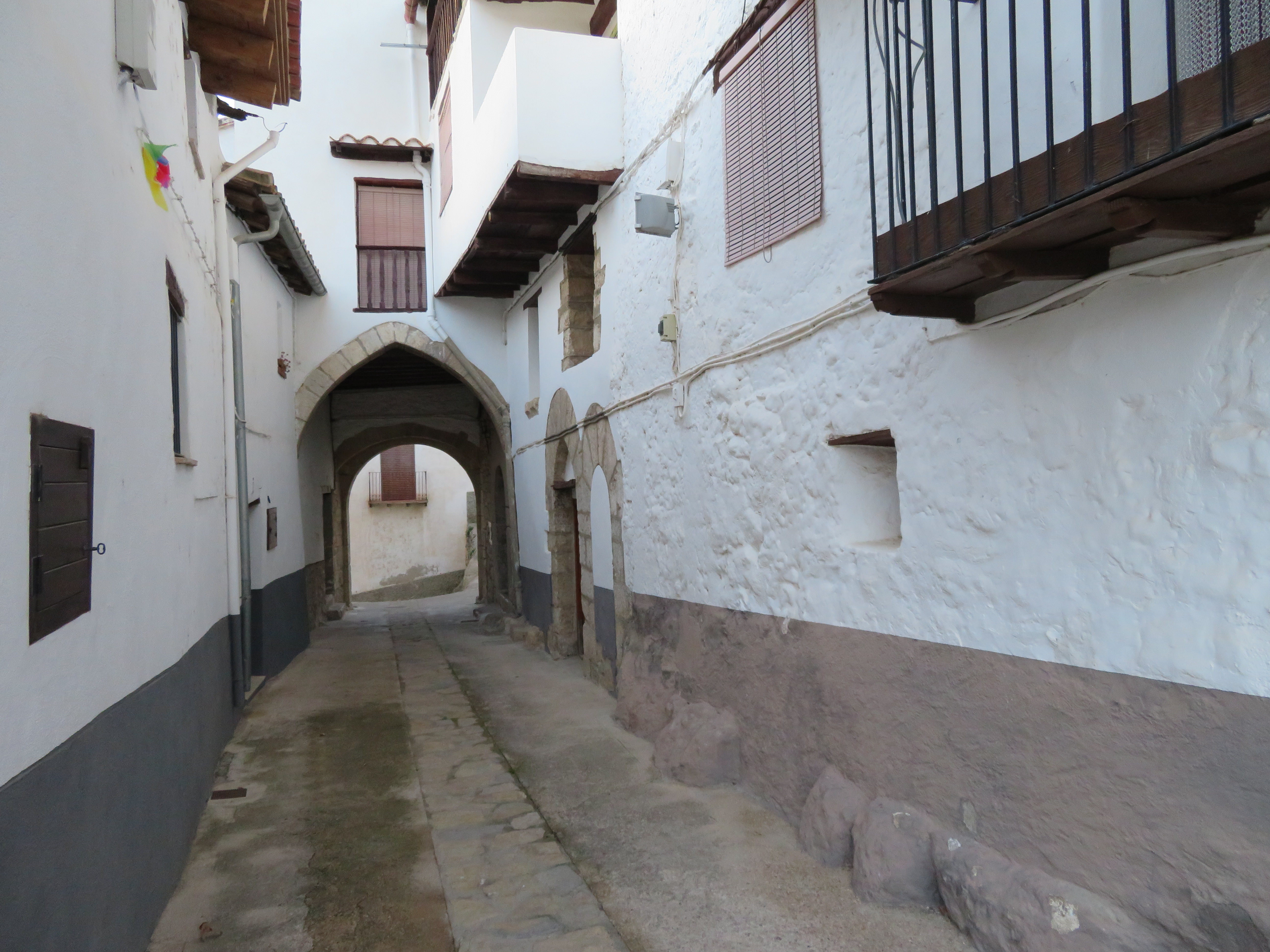
Calle Portalet, municipio de Vallibona. Trama urbana

- Calle Portalet, municipio de Vallibona. Trama urbanaAyuntamiento. Edificio de interés arquitectónico.

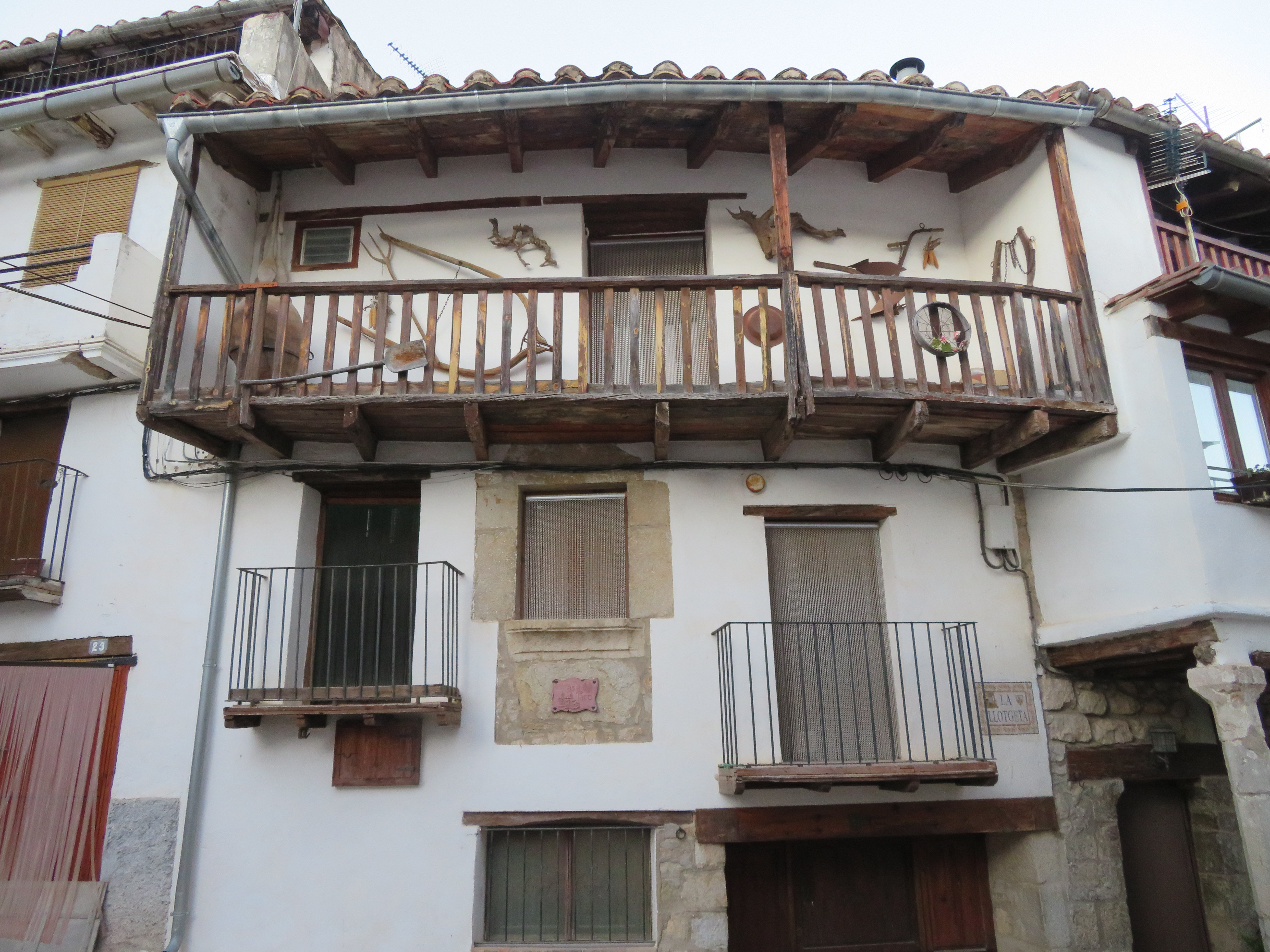
Municipio de Vallibona (Castellón). Arquitectura urbana

- Municipio de Vallibona (Castellón). Arquitectura urbanaCasco Urbano. Interés arquitectónico.

## Fiestas locales
- San Antonio Abad. Se celebra el 17 de enero
- Fiestas Patronales. Se celebran del 7 de agosto al 16 de agosto en honor de Santo Domingo y la Asunción de la Virgen. Cada 7 años, el día después de la Ascensión se celebra la romería encuentro con la población de Peñarroya de Tastavins en Teruel.

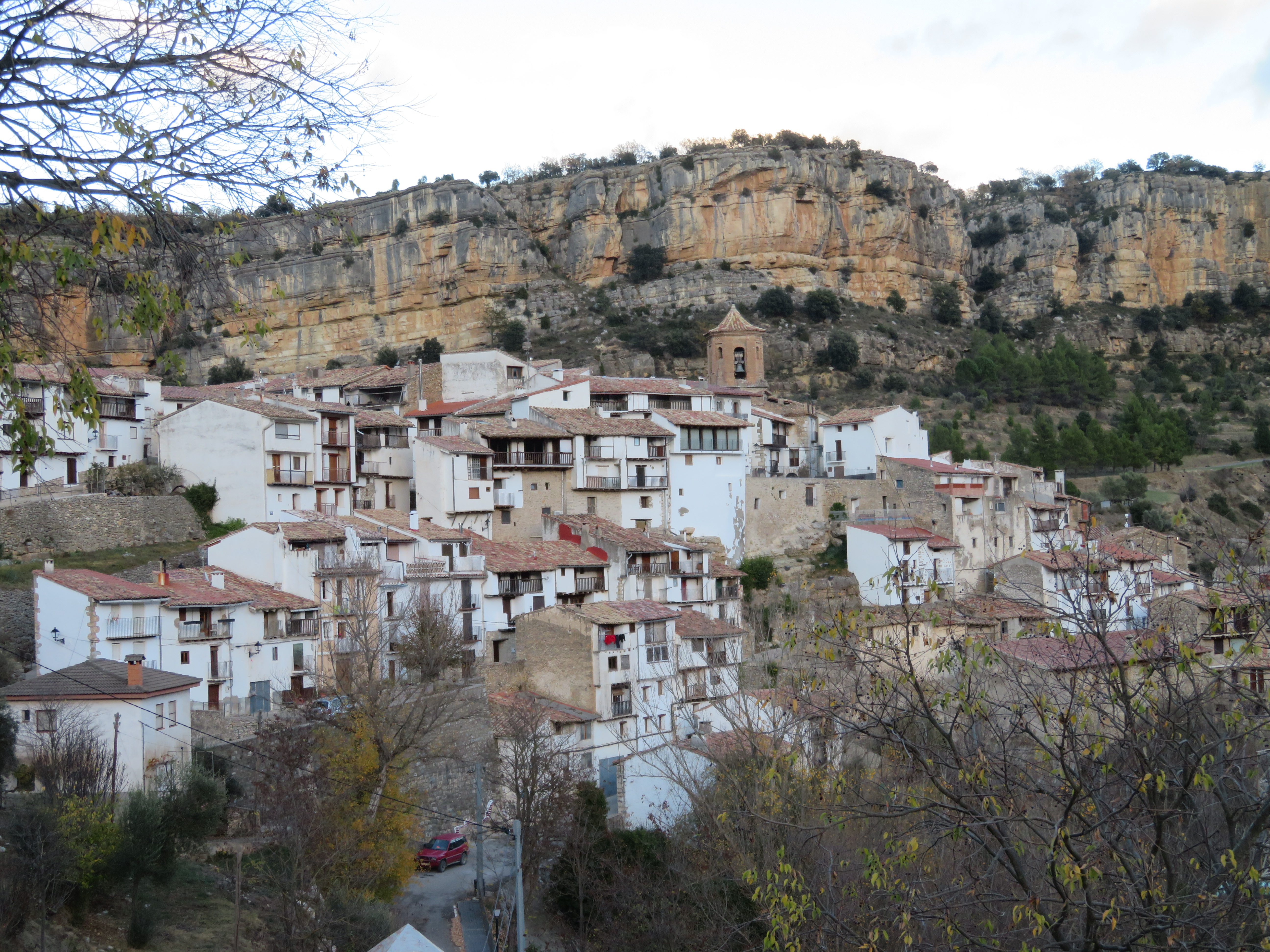
Panorámica de Vallibona

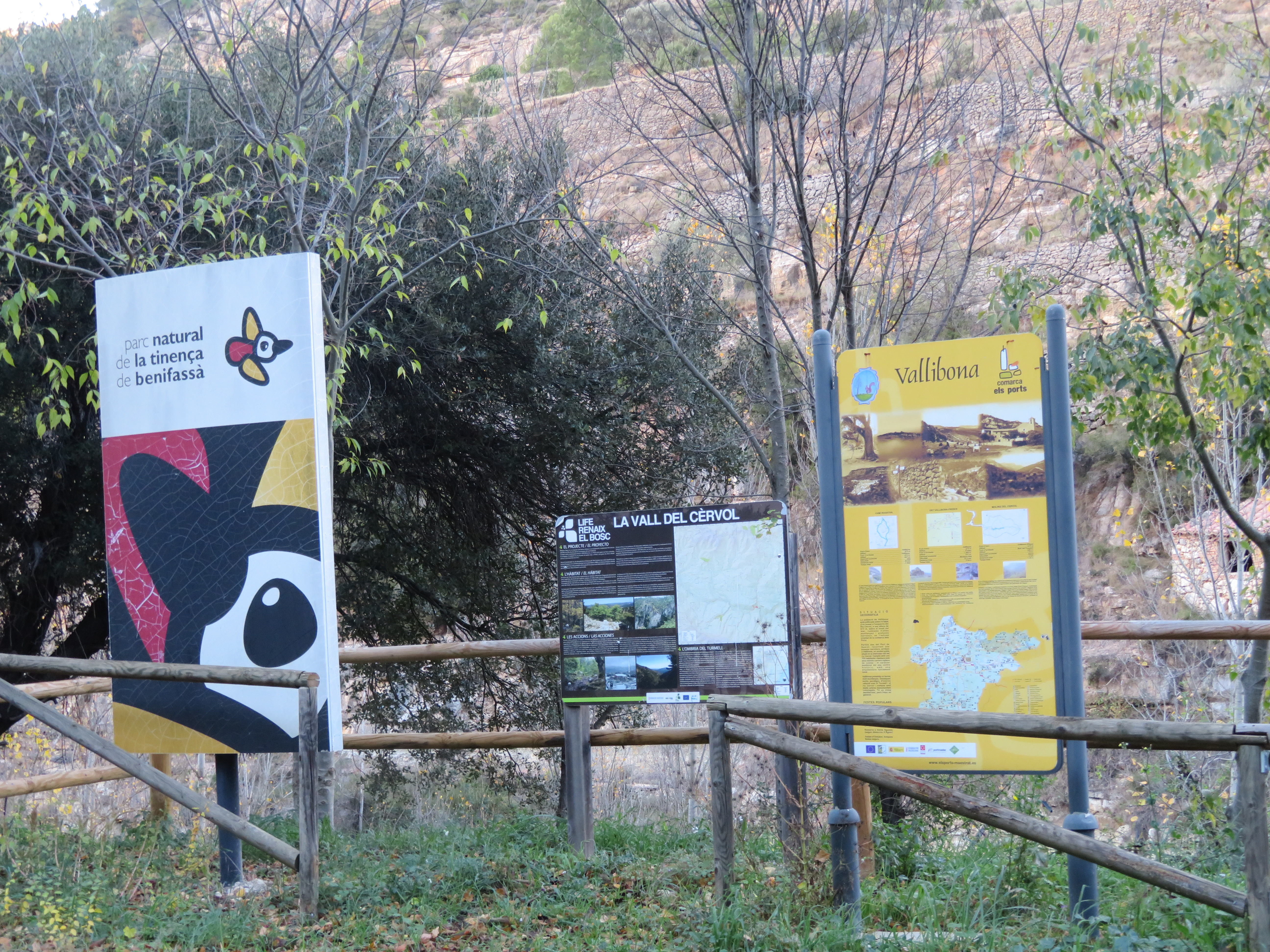
Vallibona. Parque Natural de la Tenencia de Benifasar. Naturaleza y biología

## Gastronomía

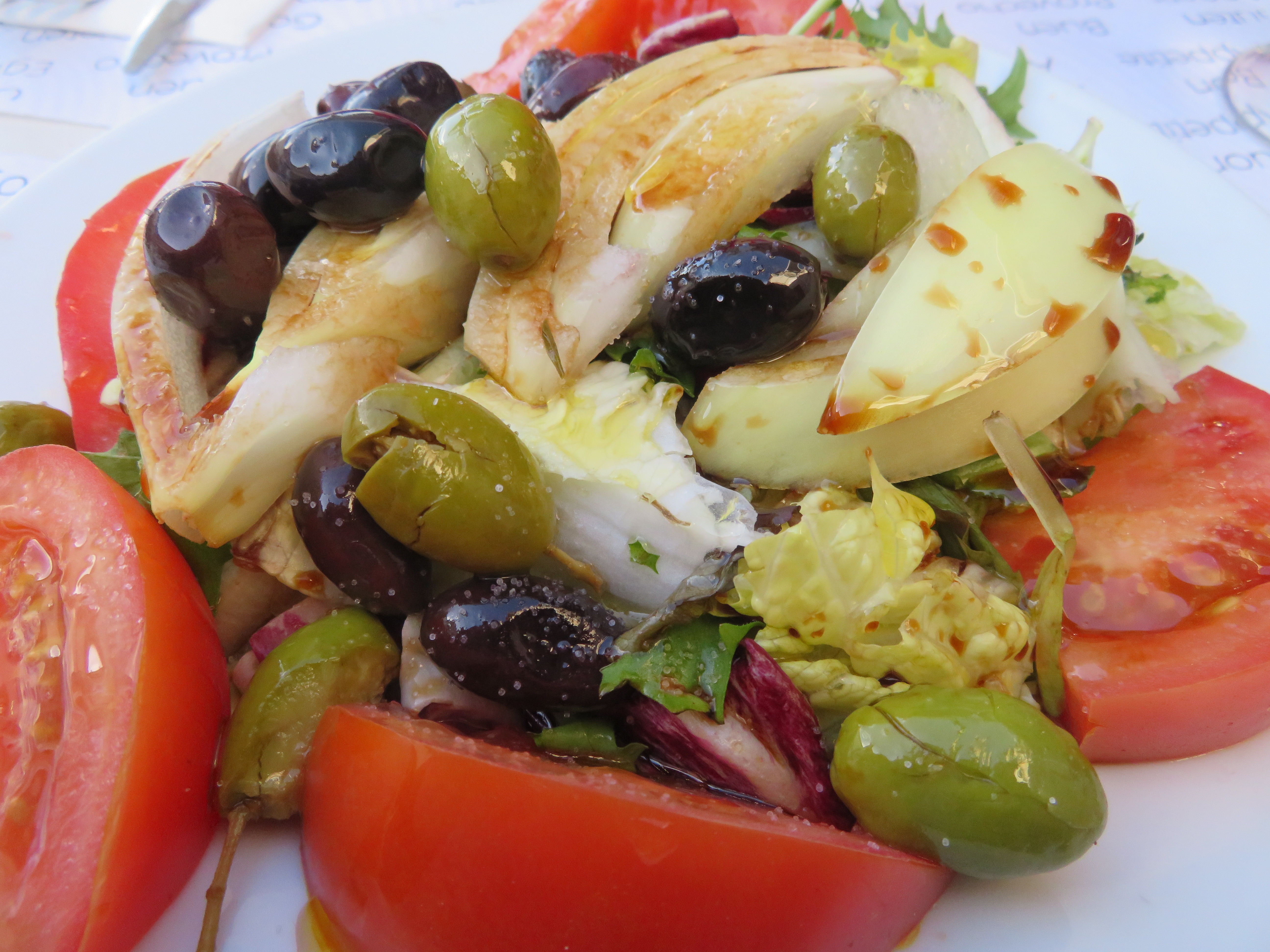
Ensalada de verduras frescas del huerto familiar

Olla-recapte, bullit, carnes de la matanza del cerdo (jamón serrano, embutidos frescos y secos, panceta seca, lomo seco, carne de frito en conserva de aceite), magro con tomate, pollo y conejo frito con ajos, productos de la huerta (patatas, verduras, legumbres), mullá, cordero a la brasa, miel, frutos secos (almendras, nueces, avellanas), setas. 

## Música
El himno oficial de Vallibona fue compuesto en música y letra en 2001 por José Vicente Serret Meseguer, célebre músico y multiinstrumentista de la localidad. Colaboró en su composición su hija Anna Serret, entonces con 13 años. La frase inicial, cuya letra es de Francisco Vives, da paso a un himno alegre y con carácter. El himno habla sobre el entorno geográfico de Vallibona y el carácter solidario de sus gentes y no olvida mencionar a los patronos, Santo Domingo y Santa Águeda. Fue dado a conocer durante la misa mayor celebrada el día 15 de agosto del mismo año en la iglesia parroquial, siendo cantado por el coro de la población. 
- Versión para banda. La instrumentación para banda la realizó Marcial Almenara, cuyo estreno corrió a cargo de la Banda de Peñarroya en 2002 en la misma iglesia.

- Versión para orquesta y coro. La instrumentación para orquesta y coro la realizó Anna Serret Almenara, cuyo estreno corrió a cargo de la Orquesta del Montsiá Maestrat en el gran concierto de reinauguración de la Ermita de Sant Domingo en 2016.

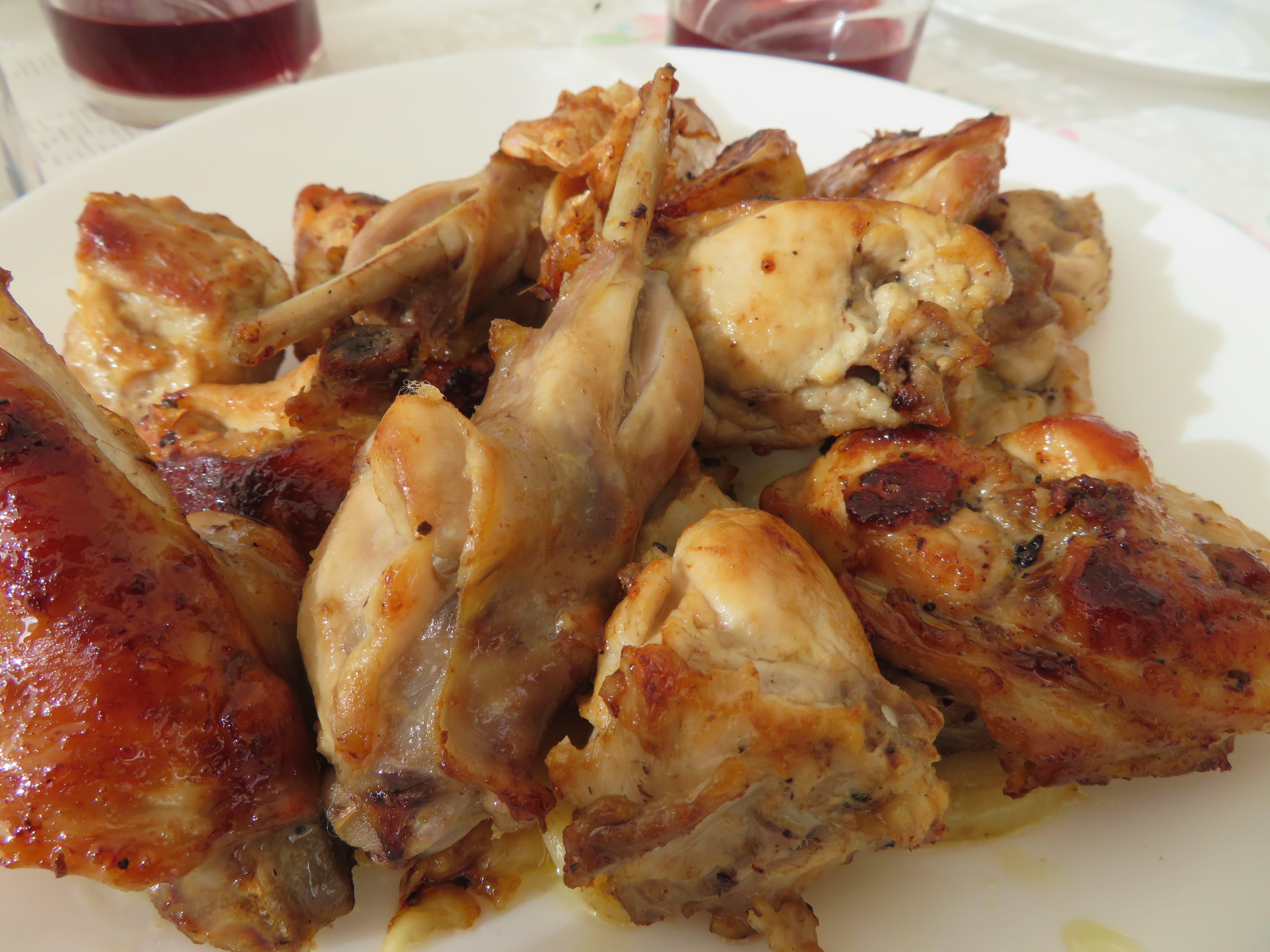
Carne de conejo, frito con ajos. Plato popular

## Personajes célebres
- D. Rafael García Segura. Chantre de la catedral de Lérida.[2] El 31 de agosto de 1904, el Canónigo Magistral de Tortosa y poco después chantre de Lérida, Dr. D. Rafael García, el día de la fiesta del Gremio de los Labradores, desde el púlpito de la Arciprestal morellana, lanzó la idea, mejor la invitación, al pueblo para que se preparase a celebrar el Sexenio XXXVI (1910) con la Coronación Canónica de la Virgen de Vallivana. El Obispo de Lérida y luego Arzobispo de Granada, hijo ilustre de Vallibona, acogió jubiloso la idea y la patrocinó con todo el cariño.[3]
- José Meseguer Costa, ilustre hijo predilecto del municipio de Vallibona.

- Teresa o Florencio Pla Meseguer, alias la Pastora, guerrillero del maquis.